# مدل الکترونی تقریبا آزاد

مدل الکترونی تقریبا آزاد

در فیزیک حالت جامد، مدل الکترونی تقریباً آزاد (یا مدل NFE) (به انگلیسی: nearly free electron model) یک مدل مکانیکی کوانتومی از خواص فیزیکی الکترون‌ها است که در آن الکترون‌ها تقریباً می‌توانند آزادانه درون شبکه کریستالی یک جامد حرکت کند. این مدل از نظر مفهومی بیشتر با مدل شبکه تقریباً خالی مرتبط است. این مدل درک و محاسبه ساختار نظریه نوارها را مخصوصاً در فلزات امکان‌پذیر می‌کند.
این مدل بهبود بی‌واسطه مدل الکترون آزاد است که در آن فلز به عنوان گاز الکترونی بدون برهم کنشی (گاز فرمی) در نظر گرفته شده و یون‌ها کاملاً حذف شده‌اند.

## توجیهات
در این مدل فرضیه این است که تعامل بین الکترون‌های رسانا و هسته‌های یونی را می‌توان با استفاده از پتانسیل آشفتگی «ضعیف» مدل‌سازی کرد. این ممکن است یک تقریب شدید به نظر برسد، زیرا جاذبه کولنی بین این دو ذره با بار مخالف می‌تواند در مسافت‌های کوتاه کاملاً قابل توجه باشد. اما با ذکر دو ویژگی مهم سیستم مکانیک کوانتومی می‌توان تا حدودی این مسئله را توجیه کرد:
1. نیروی بین یون‌ها و الکترون‌ها در مسافت‌های بسیار کم است. با این حال، الکترون‌های رسانا به دلیل اصل طرد پائولی اجازه ندارند تا این حد به هسته‌های یون نزدیک شوند: مدارهای نزدیک به هسته یونی در حال حاضر توسط الکترون‌های هسته اشغال شده‌اند؛ بنابراین، الکترون‌های رسانا هرگز به اندازه کافی به هسته‌های یون نزدیک نمی‌شوند تا تمام نیروی کشش ایجاد شده را احساس کنند.
2. علاوه بر این، الکترون‌هایی که اطراف هسته در گردش اند به نوعی مانع می‌شوند الکترون‌های رسانا بار یونی را به‌طور کامل احساس کند در نتیجه یک بار هسته ای مؤثر به جای یک بار هسته ای واقعی توسط الکترون‌های رسانا تجربه می‌شود که از میزان بار هسته ای واقعی به‌طور قابل توجهی کمتر است.